# Zwartvlekdwergspecht
De zwartvlekdwergspecht (Picumnus nigropunctatus) is een vogel uit de familie Picidae (spechten). Hoewel dit taxon door onder andere BirdLife International als soort wordt beschouwd, is er geen consensus over de soort- of ondersoortstatus van dit taxon.Volgens een studie die in 2014 werd gepubliceerd zou het eigenlijk een synoniem zijn voor een ondersoort van de geschubde dwergspecht (P. squamulatus obsoletus). Daarnaast is nader onderzoek vereist en mogelijk moet laatstegenoemde ondersoort de status soort krijgen.

## Verspreiding en leefgebied
Deze soort is endemisch in noordoostelijk Venezuela.